# ЖРК Ђер
Ђер ЕТО КЦ је женски рукометни клуб из Мађарске који је основан још 1948. године, али је своју пуну афирмацију стекао 1979. године. Ђер је најтрофејнија женска рукометна екипа у другој деценији 21. века, пошто су играчице овога клуба освојиле пет титула првака Европе за десет година. 
Ђер је у домаћем шампионату освојио укупно 18 титула првака државе, од чега седам у низу у периоду од 2008. до 2014. године. Још већи низ своје доминације Ђер је показао у националном купу. Свих петнаест купова Ђер је освојио у периоду од 2005. до 2021. године, а узео је идва национална суперкупа. 
Највеће успехе ЖРК Ђер остварио је у ЕХФ Лиги шампиона за даме. Титулу првака Европе играчице Ђера освајале су седам пута: 2013, 2014 те три везане 2017, 2018, 2019, а потом и 2024. и 2025. године.
Генерални спонзор клуба је компанија АУДИ те пуно име клуба гласи: Женски рукометни клуб Ђер Ауди.